# Theodoor Nouwens
Theodoor Nouwens, parfois Théodore Nouwens en français, né le 17 février 1908 à Malines en Belgique et mort le 21 décembre 1974, est un footballeur international belge.
Il a été défenseur au KRC Malines et en équipe de Belgique. Il a été présélectionné pour la Coupe du monde en 1930 à Montevideo.

## Carrière
En 1923, encore tout jeune, Nouwens rejoignit le Racing de Malines comme défenseur et il fit ses débuts à l'âge de 17 ans dans l'équipe A du club qui jouait alors en première division. Il tint bien vite une place de premier plan dans l'équipe mais, à la fin de la saison, Malines fut rétrogradé en deuxième division. La saison suivante le Racing de Malines retrouva sa place en première division. Avec l'équipe il fut en 1929 et 1930 troisième au classement final. En 1937, l'équipe fut définitivement reléguée en deuxième division. Nouwens joua encore jusqu'en 1942 où il mit un point final à sa carrière de joueur. Il avait joué au total 287 matches en première division et marqué 34 buts. 
Avec son coéquipier Jan Diddens, Nouwens fut régulièrement sélectionné dans l'équipe nationale belge. Entre 1928 et 1933, la période où le Racing de Malines joua dans l'élite du championnat belge, Nouwens disputa 23 matches avec l'équipe nationale mais sans arriver à marquer de buts. En 1930, il participa au championnat du Monde de football en Uruguay, où il joua deux matches.

## Palmarès
- International de 1928 à 1933 (23 sélections)
- Participation à la Coupe du monde 1930 (2 matches)
- Promotion à la D1 en 1925 avec le KRC Malines